# Кораловий риф

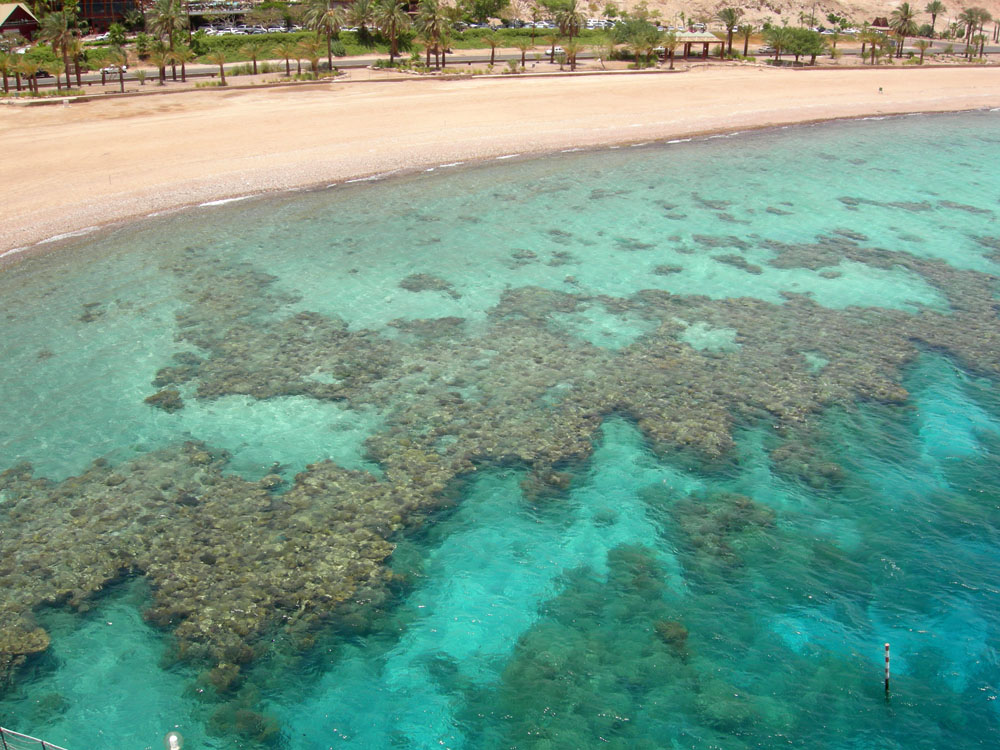
Коралові споруди

Кора́лові спору́ди, кора́лові ри́фи (англ. coral structures; нім. Korallenbauten m pl) — геологічні утворення, що формуються внаслідок життєдіяльності колоніальних коралових поліпів (головним чином мадрепорових коралів) і супутніх їм організмів, здатних вилучати вапно з морської води. Утворюються на мілководді в тропічних морях. На початку 1980-х років загальна площа коралових рифів становила близько 600 тисяч км², до 2000 року вона скоротилася приблизно до 250 тисяч км² (0,07 % площі Світового океану). Основні масиви рифів розташовані в морях Південно-Східної Азії (45 % світової площі рифів), близько 14 % в Атлантиці, 17 % в Індійському океані, 18 % в Тихому і 6 % в Червоному морі. Найбільший у світі глибоководний кораловий риф знаходиться на плато Блейка в Атлантичному океані поблизу південно-східного узбережжя США, довжина якого складає — до 500 км, ширина — до 110 км, загальною площею — 2,59 млн га. Проте, близько третини коралових рифів світу вже втрачено. При поточній тенденції деякі рифи можуть бути знищені вже до 2030 року.

## Опис
Коралові рифи найкраще формуються на глибині до 50 м, у прозорій воді нормальної солоності температурою не нижче +20 °C, багатій розчиненими газами та планктоном. На глибині проникнення сонячних променів (до 185 м) спостерігається незначний розвиток коралових рифів. Холодні течії перешкоджають поширенню рифів у межах тропічних та субтропічних мілководь.
Дрібні коралові рифи, які іноді називають «морськими тропічними лісами» чи «підводними садами», утворюють одну з найрізноманітніших екосистем на Землі. Займаючи менше 0,1 % поверхні Світового океану, що дорівнює приблизно половині площі Франції, вони є домом для принаймні 25 % усіх морських видів, включаючи риб, молюсків, червів, ракоподібних, голкошкірих, губок, покривників та інших кишковопорожнинних. Як це не парадоксально, коралові рифи буяють незважаючи на те, що вони оточені океанічними водами, які порівняно бідні поживними речовинами. Найчастіше коралові рифи зустрічаються на мілководді в тропічних водах, але і в прохолодних глибинах корали також існують, хоча в суттєво менших масштабах.
Коралові рифи забезпечують екосистему для туризму, рибальства та захисту берегової смуги. Щорічна глобальна економічна цінність коралових рифів оцінюється в 29,8—375 млрд $ США. Хвилестійкі рифові гряди захищають береги від руйнівної дії морських хвиль та запобігають ерозії. Однак це дуже тендітні утворення, оскільки вони чутливі до умов довкілля, особливо, температури. Їх існуванню загрожують зміна клімату, закислення океану, рибалка з динамітом, вилов риб для акваріумістики з використанням ціанідів, застосування УФ-фільтрів, надмірне використання біологічних ресурсів, змив сільськогосподарських земель, що провокує ріст водоростей і забруднення довкілля.
Однією з найбільш поширених та маловивчених проблем коралових рифів є їх знебарвлення. Пошкоджені корали виселяють зооксантели (симбіотичні водорості), які надають їм яскравого забарвлення. В результаті на колоніях утворюються білясті ділянки. Ці ділянки, однак, не повністю позбавлені водоростей. У деяких випадках можливе часткове відновлення чи поява нових видів зооксантел. Встановлено, однак, що знебарвлені колонії не ростуть і легше руйнуються хвилями.
Викопні коралові споруди часто містять багаті родовища нафти і газу. Вивчення фаціальних умов сучасних коралових споруд, їх приуроченості до певних тектонічних зон має велике значення для нафтопошукової геології.

## Утворення
Більшість коралових рифів, які ми спостерігаємо в наш час, сформувалися після льодовикового періоду, коли танення льоду призвело до підвищення рівня моря та затоплення континентального шельфу. Це означає, що їхній вік не перевищує 10 000 років. Облаштувавшись на шельфі колонії почали рости вгору і досягли поверхні моря. Коралові рифи зустрічаються і далеко від континентального шельфу — навколо островів у вигляді атолів. Більшість таких островів має вулканічне походження. Рідкісні винятки виникли в результаті тектонічних зсувів. 1842 року Чарлз Дарвін у своїй першій монографії «Будова та розподіл коралових рифів» сформулював теорію занурення, яка пояснювала утворення атолів підняттям та осіданням земної кори під океанами. Згідно з цією теорією процес формування атола відбувається у три послідовні стадії. Спочатку після затухання вулкана і осідання дна навколо утвореного вулканічного острова розвивається облямівковий риф. З подальшим осіданням риф стає бар'єрним і, нарешті, перетворюється в атол.

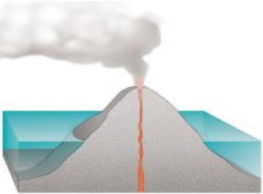
Згідно з теорією Дарвіна спочатку виникає вулканічний острів
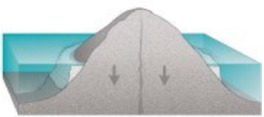
З осіданням дна, навколо острова формується облямівковий риф, часто з дрібною проміжною лагуною
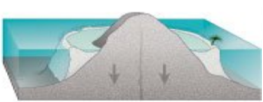
В ході осідання облямівковий риф розростається і стає великим бар'єрним рифом з більшою та глибшою лагуною
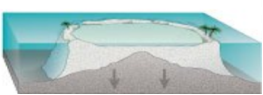
Нарешті, острів занурюється під воду, а бар'єрний риф перетворюється в атол, що огороджує відкриту лагуну

Згідно з теорією Дарвіна коралові поліпи буяють лише в чистих тропічних морях, де вода активно перемішується, але можуть існувати лише в обмеженому діапазоні глибин, починаючи трохи нижче відпливу. Там, де дозволяє рівень нижчележачої землі, навколо узбережжя ростуть корали, що формують берегові рифи, які зрештою можуть стати бар'єрним рифом.
Дарвін передбачив, що під кожною лагуною повинна бути кам'яна основа, яка є залишками первинного вулкана. Наступне буріння підтвердило його гіпотези. 1840 року на атолі Хао (острови Туамоту) з допомогою примітивного бура на глибині 14 м були виявлені лише корали. В 1896—1898 роках при спробі пробурити свердловину до основи атола Фунафуті (острови Тувалу) бур опустився на глибину 340 м в однорідній товщі коралових вапняків. Свердловина глибиною 432 м на піднятому атолі Кіто-Даіто-Сіма (острови Рюкю) також не досягла корінних порід атола. 1947 року на Бікіні була пробурена свердловина глибиною 779 м, що досягла нижньоміоценових відкладів, віком близько 25 млн років. 1951 року дві свердловини глибиною 1266 і 1389 м на атолі Еніветок (Маршаллові Острови) пройшли еоценові вапняки віком близько 50 млн років і досягли корінних базальтів, що мали вулканічне походження. Ці знахідки свідчать про вулканічний генезис основи атола.

Процес формування облямівкового рифу може тривати десятки тисяч років, а атола — до 30 млн років

Там, де дно підіймається, берегові рифи можуть рости по всьому узбережжю, але, піднявшись над рівнем моря корали гинуть і стають вапняком. Якщо земля осідає повільно, швидкість росту облямівкових рифів поверх старих, мертвих коралів виявляється достатньою для утворення бар'єрного рифу, що оточує лагуну між коралами та землею. Подальше опускання дна океану призводить до того, що острів повністю занурюється під воду, а на поверхні залишається лише рифове кільце — атол. Бар'єрні рифи та атоли не завжди утворюють замкнене кільце, іноді шторми розбивають стіни. Швидке підняття рівня моря та осідання дна можуть подавити ріст коралів, тоді коралові поліпи загинуть і риф також загине. Корали, що живуть у симбіозі з зооксантелами, можуть загинути через те, що на глибину припиняє проникати достатньо світла для фотосинтезу їх симбіонтів.
Якщо дно моря під атолом підіймається, виникає острівний атол. Кільцевий бар'єрний риф стане островом із кількома дрібними проходами. При подальшому підійманні дна проходи пересохнуть і лагуна перетвориться в реліктове озеро.
Швидкість росту коралів залежить від виду та коливається від кількох міліметрів до 10 см за рік, хоча за сприятливих умов вона може досягати 25 см (акропори).
Перші корали на Землі з'явилися близько 450 млн років тому. Вимерлі зараз табуляти разом із строматопоридними губками створили основу рифових споруд. Пізніше (416 ~ 416—359 млн років тому) з'явилися чотирипроменеві корали ругози, площа рифів досягла сотень квадратних кілометрів. 246—229 млн років тому виникли перші корали, що жили в симбіозі з водоростями, а в кайнозойську еру (близько 50 млн років тому) з'явилися мадрепорові корали, які існують і зараз.
За час існування коралів клімат змінювався, підвищувався та понижувався рівень Світового океану. Останнє сильне зниження рівня океану відбулося 25—16 тисяч років тому. Близько 16 тисяч років тому танення льодовиків призвело до підвищення рівня океану, який досягнув сучасного близько 6 тисяч років тому.

### Штучне створення
У 2018 році на Мальдівах з'явився найбільший надрукований кораловий риф, створений за технологією Modular Artificial Reef Structures (MARS).
Ідея полягає у тому, аби такі конструкції використовували для вирощення коралів у реставраційних цілях. Так виникатимуть нові зони там, де рифи або зникли, або їх узагалі не було.
Перевага конструкцій MARS — для їхнього розгортання не потрібні крани та баржі. Блоки, з яких вони складаються, можуть доставити на дно кілька дайверів. Кожен блок має порожнисті частини, заповнені морським бетоном та сталевою арматурою.

## Класифікація
Розрізняють 4 типи коралових споруд:
- облямівкові;
- бар'єрні;
- кільцеподібні (атоли);
- внутрішньолагунні.